# Ėduard Gufel'd
Ėduard Efimovič Gufel'd (in russo Эдуард Ефимович Гуфельд?; Kiev, 19 marzo 1936 – Los Angeles, 23 settembre 2002) è stato uno scacchista sovietico.
Si affermò verso la fine degli anni cinquanta come uno dei più forti giocatori sovietici. Nel 1954 vinse all'età di 18 anni il campionato juniores (under-20) dell'Ucraina.
Divenne Maestro Internazionale nel 1964 e Grande maestro nel 1967.
Vinse partite coi più forti giocatori della sua epoca, tra i quali Tal', Spasskij, Smyslov, Korčnoj e Bronštejn.
Nel 1977 aveva un Elo di 2 570 punti (16º al mondo).
Tra i successi di torneo i seguenti:
- 1971: 1º a Gori e a Tbilisi
- 1974: =1º a Tbilisi
- 1985: =1º a L'Avana
- 1999: 1º nell'"American Open"

Visse per più di dieci anni in Georgia a Tbilisi, dove svolgeva l'attività di istruttore di scacchi per la nazionale georgiana. Curò particolarmente la preparazione della futura campionessa del mondo Majja Čiburdanidze.
Dal 1992, in seguito al crollo dell'Unione Sovietica, viaggiò a lungo in vari paesi del mondo, stabilendosi infine negli Stati Uniti a Los Angeles.
Aveva un carattere molto esuberante, sempre pronto alla battuta. A chi criticava il suo inglese amava ribattere: - "Penso che il mio inglese sia meglio del vostro russo!".
Morì a Los Angeles all'età di 66 anni in seguito ad un attacco cardiaco.
Scrisse molti libri di successo, tra i quali:
- Chess: The Search for Mona Lisa
- Leonid Stein: Master of Risk Strategy
- Chess Strategy
- My Life in Chess
- Winning With the Torre Attack (con Oleg Stetsko)

## Partite notevoli
- Korčnoj - Gufel'd, Tashkent 1958 Semislava D45, 0-1
- Gufel'd - Tal', Campionato URSS 1959 Spagnola C77, 1-0 37m
- Gufel'd - Spasskij, Leningrado 1960 Difesa Alekhine B02, 1-0 34m
- Tajmanov - Gufel'd, Mosca 1961 Est-indiana E97, 0-1
- Smyslov - Gufel'd, Spartakiade 1967 Inglese A15, 0-1 36m
- Polugaevskij - Gufel'd, Tbilisi 1967 Est-indiana E75, 0-1 38 m
- Gufel'd - Bronštejn, Camp. URSS a squadre 1973 Francese Tarrasch C07, 1-0 24m